# V376 Возничего
V376 Возничего (лат. V376 Aurigae) — одиночная переменная звезда в созвездии Возничего на расстоянии (вычисленном из значения параллакса) приблизительно 69990 световых лет (около 21459 парсеков) от Солнца. Видимая звёздная величина звезды — от +15m до +14,2m.

## Характеристики
V376 Возничего — красная пульсирующая медленная неправильная переменная S-звезда (LB) спектрального класса M4/5 или Swk. Эффективная температура — около 3250 K.